# Journal 1870/71
Das Journal 1870/71 war eine siebenteilige Fernsehserie des Süddeutschen Rundfunks aus dem Jahre 1970.
Der Verlauf des Deutsch-Französischen Krieges 1870/71 wurde im Stil einer Wochenschau in chronologischer Reihenfolge beschrieben. Auch andere zeitgenössische Ereignisse, wie der Bau der Bahn auf den Rigi und der Tod von Robert E. Lee, wurden eingeflochten.
Die Auslandskorrespondenten der ARD und die Moderatoren der damaligen politischen Magazine stellten sich selbst, bzw. ihre fiktiven Vorgänger in gleicher Funktion dar. Auch fiktive schweizerische Nachrichtensendungen wurden in gleicher Weise eingebunden. Die Erstausstrahlung der ersten Folge war am 27. Juli 1970.

## Mitwirkende
Moderatoren, Kriegsbeobachter, Reporter, Kommentatoren:
- Gerd Ruge
- Heinz Werner Hübner
- Peter Scholl-Latour
- Friedrich Nowottny
- Roman Brodmann
- Ernst-Dieter Lueg
- Paul Anderson
- Dagobert Lindlau
- Emil Obermann
- Claus Hinrich Casdorff
- Rudolf Rohlinger
- Heiko Engelkes
- Georg Stefan Troller
- Charles Clerc
- Egon Hoegen

Weitere durch Schauspieler dargestellte Personen:
- Ernst Fritz Fürbringer: General Leonhard von Blumenthal
- Gert Westphal: Geheimrat Heinrich Abeken
- Alexander Störk: Herr Störk, ein Soldat
- Vicco von Bülow: Amtsarzt
- Hannes Kaetner: Kriegsmaler Georg Bleibtreu
- Martin Jäger: Flüchtiger Französischer Ballonfahrer

- Kamera (Kinematographie): Jürgen Haigis
- Drehbuch: Helmuth Rompa, Rainer C.M. Wagner
- Regie: Hans-Joachim Kurz

## Kritik
Der Spiegel schrieb: Gute alte Zeit. Mag da von „Leibern ohne Köpfe, Unmengen loser Gliedmaßen, Haufen menschlicher Eingeweide“ die Rede sein -- für den Zeitgenossen von 1970 wirkt dieser Krieg, aus dem Deutschland als Kaiserreich und das Kaiserreich der Franzosen als Republik hervorging, mitunter so gemütlich wie die „Gartenlaube“.